# 경상북도농업기술원
경상북도농업기술원(慶尙北道農業技術院, Gyeongsangbuk-do Agricultural Research & Extension Service)은 경상북도의 농촌진흥과 농업 발전을 위하여 경상북도청 산하에 설치된 직속기관이다.
농업기술원장은 나급 상당의 일반직 고위공무원으로 보한다.

## 연혁
- 1908년 4월: 권업모범장 대구출장소 설치
- 1910년 9월: 권업모범장 대구지장으로 변경
- 1914년 1월: 경상북도종묘장으로 변경
- 1932년 10월: 경상북도농사시험장으로 변경
- 1945년 8월: 중앙농사시험장 대구지장으로 변경
- 1946년 4월: 국립농사시험장 대구지장으로 변경
- 1949년 1월: 경상북도농사기술원으로 변경
- 1957년 9월: 경상북도농사원으로 변경
- 1962년 4월: 경상북도농촌진흥원으로 변경
- 1998년 10월: 경상북도농업기술원으로 변경
- 1999년 4월 구미화훼시험장, 풍기인삼시험장 설립
- 2001년 2월 농업정보센터 신설
- 2001년 4월 북부시험장을 생물자원연구소로 개칭
- 2002년 4월 의성약초시험장을 신물질연구소로 개칭
- 2008년 8월경영정보연구소 본원으로 통·폐합
- 2013년 1월 작물연구과를 작물육종과, 지도정책과를 지원기획과, 기술보급과를 기술지원과, 농촌생활지원과를 생활지원과로 개칭
- 2013년 1월 신물질연구소를 유기농업연구소로 개칭
- 2013년 1월 봉화고냉지약초시험장을 봉화약초시험장으로 개칭
- 2016년 9월 7개 특화작목시험장을 특화작목연구소로 개칭(2연구소 7시험장 → 9연구소)

## 조직
원장
- 총무과
- 연구개발국
  - 작물육종과
  - 원예경영연구과
  - 농업환경연구과
- 기술지원국
  - 지원기획과
  - 기술지원과
  - 생활지원과

### 산하 기관
각 연구소장은 지방농업연구관으로 보한다.
- 생물자원연구소
- 유기농업연구소
- 성주참외과채류연구소
- 청도복숭아연구소
- 영양고추연구소
- 상주감연구소
- 봉화약용작물연구소
- 구미화훼연구소
- 풍기인삼연구소